# Tiznao
Tiznao es un plato típico de la provincia de Ciudad Real. Emplea bacalao en salazón como primer ingrediente y se acompaña de diferentes verduras: patatas, pimientos rojos secos, cabezas de ajos, pimentón dulce, cebollas. Es un plato invernal que se sirve caliente. 

## Características
Se suelen asar en la plancha, en brasas o al horno, las verduras: los ajos, las cebollas y el bacalao. Las patatas se cuecen y se mezcla todo en una cazuela de barro que a fuego normal, junto con el aceite y los pimientos y las patatas y el bacalao deshojado, las cebolletas asadas, los dientes de ajo, el pimentón y un poco de sal. Rociar con un vaso de agua y dejar la cazuela a fuego normal unos 10 minutos. Se suele servir en la misma cazuela en la que se elaboró.

## Otras denominaciones
Tiznao es también usado como gentilicio para los habitantes de Torrecampo en la provincia de Córdoba, enclavado en el Valle de los Pedroches al Norte de la provincia. Los habitantes de Torrecampo también se conocen como torrecampeños, aunque el gentilicio de tiznaos es muy utilizado en los pueblos de la comarca para referirse a los habitantes de este pueblo de unos 1300 habitantes.